# Bădeuți, Suceava
Bădeuți (în germană Badeutz) este o localitate componentă a orașului Milișăuți din județul Suceava, Bucovina, România.

## Obiective turistice
- Ruinele Bisericii "Sf. Procopie" din Bădeuți - ctitorită de Ștefan cel Mare în anul 1487 și distrusă de armata austro-ungară în anul 1917
- Biserica "Sf. Apostoli Petru și Pavel" din Bădeuți - construită în 1935 ca biserică evanghelică (luterană); în prezent este folosită de comunitatea ortodoxă din localitate

## Recensământul din 1930
Componența etnică a satului Bădeuți
     Români (75,1%)
     Germani (24,25%)
     Evrei (0,6%)
     Ruteni (0,05%)
Componența confesională a satului Bădeuți
     Ortodocși (74,2%)
     Evanghelici\Luterani (21,6%)
     Romano-catolici (2,84%)
     Mozaici (0,6%)
     Baptiști (0,7%)
     Greco-catolici (0,06%)
Conform recensământului efectuat în 1930, populația satului Bădeuți se ridica la 1496 locuitori. Majoritatea locuitorilor erau români (75,1%), cu o minoritate de germani (24,25%), una de evrei (0,6%) și una de ruteni (0,05%). Din punct de vedere confesional, majoritatea locuitorilor erau ortodocși (74,2%), dar existau și minorități de evanghelici\luterani (21,6%), romano-catolici (2,84%), mozaici (0,6%), baptiști (0,7%) și greco-catolici (0,06%). 

## Imagini

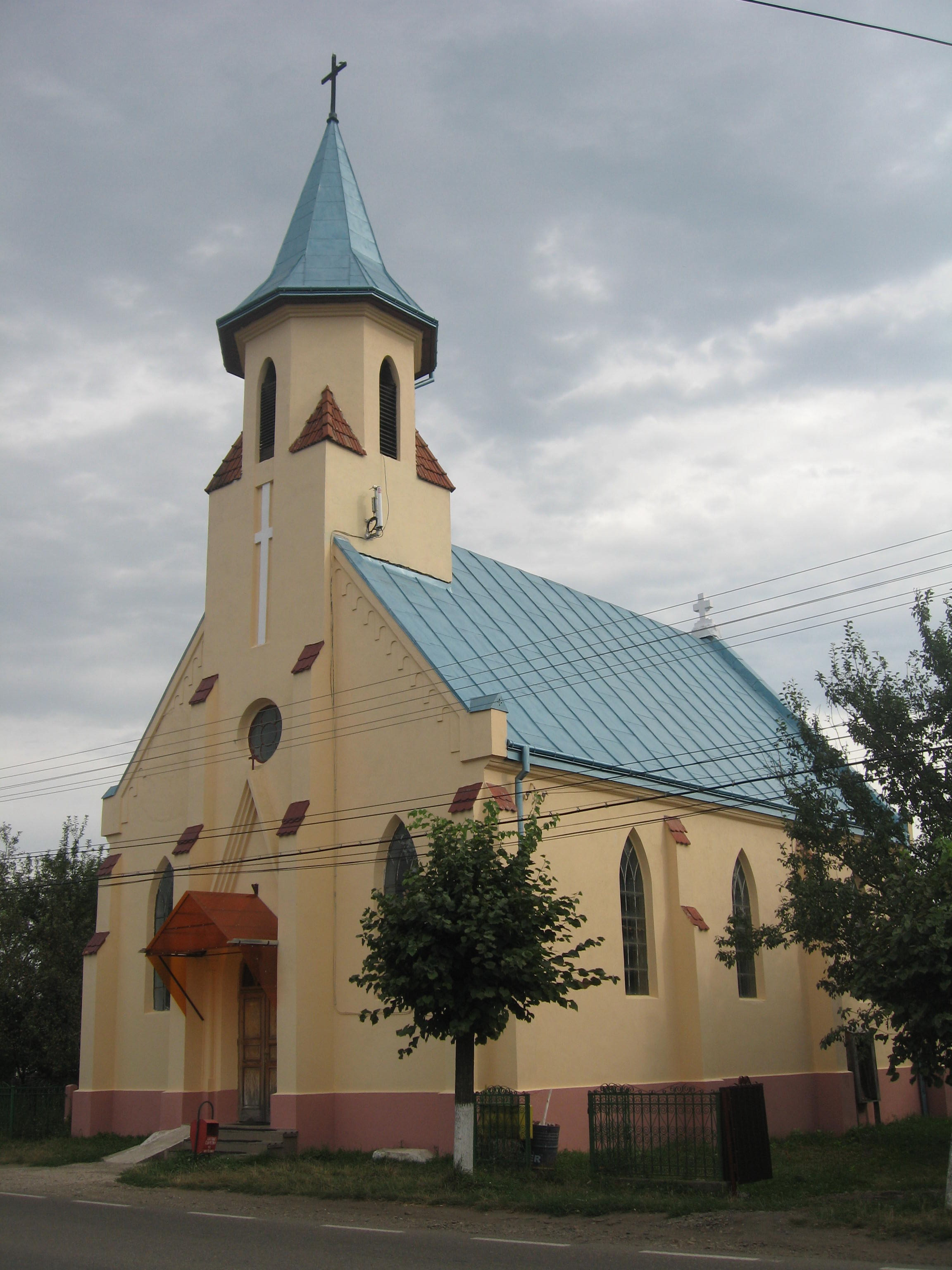
Biserica "Sf. Apostoli Petru şi Pavel" din Bădeuţi (1935), fostă biserică evanghelică
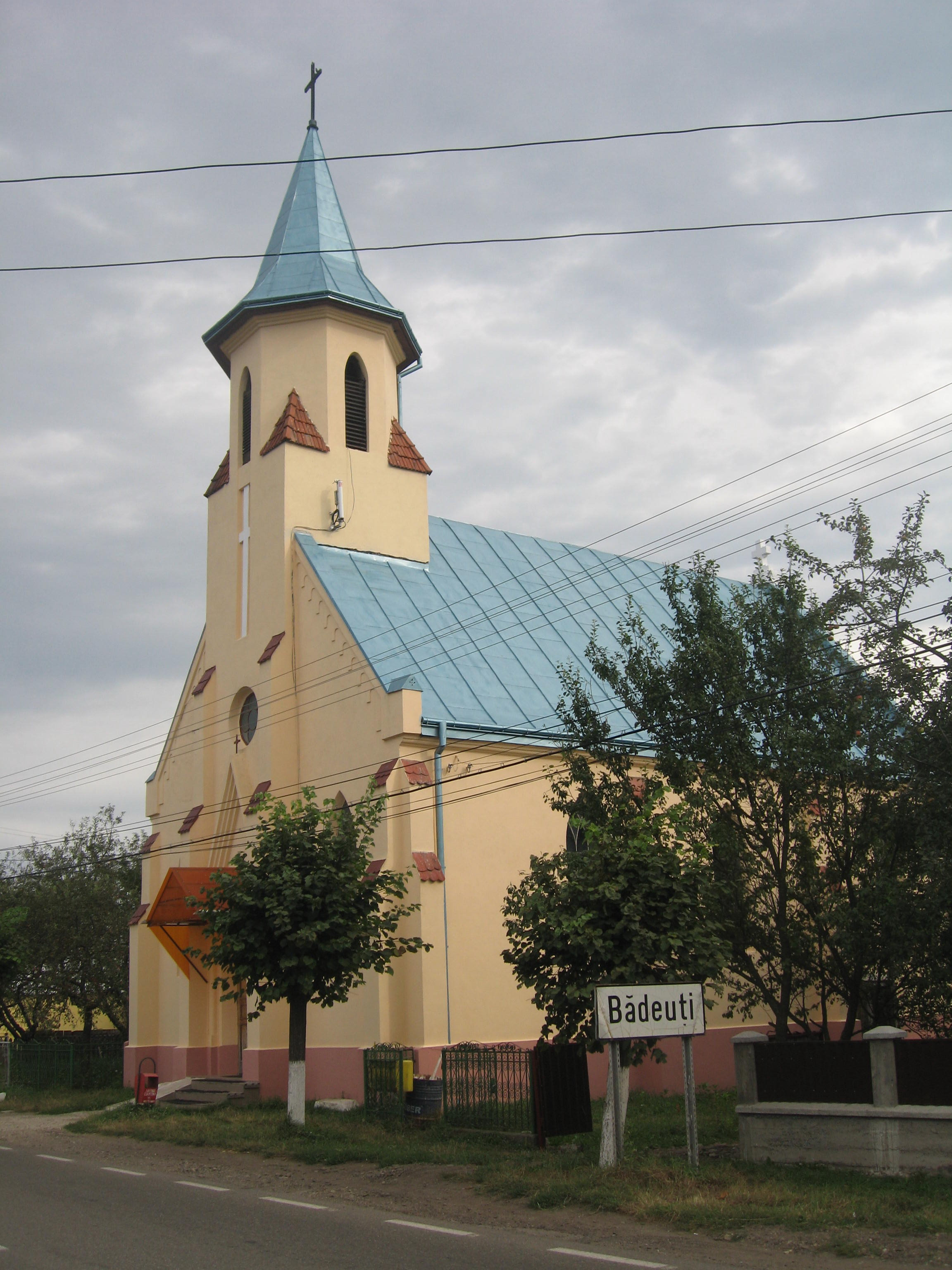
Biserica "Sf. Apostoli Petru şi Pavel" din Bădeuţi (1935), fostă biserică evanghelică